# Herat University
Herat University är ett universitet i Afghanistan.   Det ligger i provinsen Herat, i den västra delen av landet, 600 km väster om huvudstaden Kabul. Herat University ligger 930 meter över havet.